# Nicolaes Berchem
Nicolaes Pieterszoon Berchem (Haarlem, 1 de outubro de 1622 — Amsterdam, 18 de fevereiro de 1683), também conhecido por Nicolaes Berighem, foi um pintor altamente estimado e prolífico da Idade de Ouro holandesa de paisagens pastorais, povoadas com figuras mitológicas ou bíblicas, mas também de uma série de alegorias e peças de gênero.
Ele era um membro da segunda geração de pintores de "paisagens holandeses italiano". Eram artistas que viajaram para a Itália, ou aspiraram, a fim de absorver o romantismo do país, trazendo para casa cadernos cheios de desenhos de ruínas clássicas e imagens pastorais. Suas pinturas, das quais produziu um número imenso (Hofstede de Groot alegou cerca de 850, embora muitas sejam mal atribuídas), tiveram grande demanda, assim como suas 80 águas-fortes e 500 desenhos. Buscam-se suas paisagens, pintadas no estilo italiano de cenas rurais idealizadas, com morros, montanhas, falésias e árvores em uma aurora dourada. Berchem também pintou figuras humanas e animais inspiradas e atraentes (staff) em obras de outros artistas, como Allaert van Everdingen, Jan Hackaert, Gerrit Dou, Meindert Hobbema e Willem Schellinks.

## Biografia

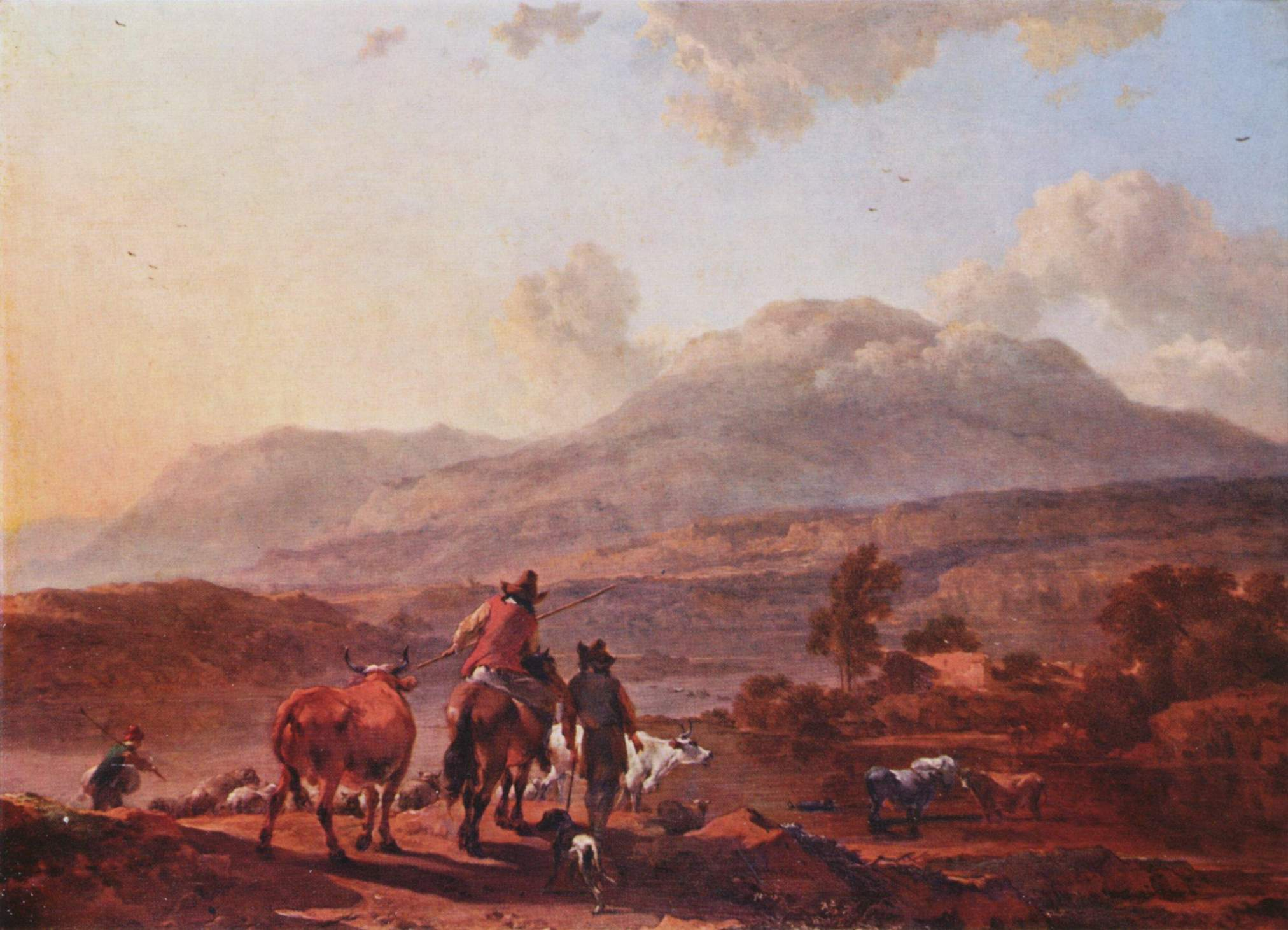
Paisagem vespertina em Itália.

Nascido em Haarlem, recebeu instruções de seu pai, Pieter Claesz, e dos pintores Jan van Goyen, Pieter de Grebber, Jan Baptist Weenix, Jan Wils e Claes Cornelisz Moeyaert. De acordo com Houbraken, Carel de Moor disse a ele que Berchem tirou seu nome de duas palavras "Berg hem" para "Salve-o!", Uma expressão usada por seus companheiros na oficina de Van Goyen sempre que seu pai o perseguia lá com a intenção para vencê-lo.  Nenhuma viagem ou Grande Tour de Berchem foi documentado por Houbraken, embora ele tenha mencionado outra história sobre a "bainha de Berg!" apelido que veio do recrutamento de Berchem como marinheiro; o homem encarregado da impressão o conhecia e o mandou para terra com as palavras "Salve-o!". Hoje, presume-se que seu nome venha da cidade natal de seu pai, Berchem, Antuérpia.  De acordo com o RKD, ele viajou para a Itália com Jan Baptist Weenix, a quem chamou de seu primo, em 1642-15. Obras dele são assinadas como "CBerghem" e "Berchem".
Em 1645, ele se tornou membro da igreja reformada holandesa e se casou no ano seguinte. Segundo Houbraken, ele se casou com a filha do pintor Jan Wils, que o mantinha com uma mesada curta, mas para financiar sua coleção de gravuras ele pedia dinheiro emprestado a seus alunos e colegas e os pagava com o produto das pinturas que ele não fez. t contar a ela sobre. Por volta de 1650, ele viajou para Westphalia com Jacob van Ruisdael, onde uma peça datada que mostra Burg Bentheim foi registrada. Talvez Berchem tenha ido para a Itália após esta viagem e antes de se mudar para Amsterdã - ele não está claramente documentado na Holanda entre 1650 e 1656. Por volta de 1660, ele trabalhou para o gravador Jan de Visscher desenhando um atlas. Em 1661-1670 ele foi registrado em Amsterdã e em 1670 ele voltou para Haarlem, mas estava morando em Amsterdã em 1677, onde morreu em 1683.
Ele era um professor popular e seus alunos foram Abraham Begeyn, Johannes van der Bent, seu filho Nicolaes, Isaack Croonenbergh, Simon Dubois, Karel Dujardin, Johannes Glauber, Pieter de Hooch, Jacob van Huchtenburg, Justus van Huysum, Dirk Maas, Hendrick Mommers, Jacob Ochtervelt, Willem Romeyn e possivelmente Jan Frans Soolmaker. Ele era tio de Govert van der Leeuw e de seu irmão Pieter. 
O pintor rococó francês Jean-Baptiste Pillement foi influenciado por suas obras, assim como o pintor paisagista holandês 'Romantismo Cleves', Barend Cornelis Koekkoek.

## Galeria

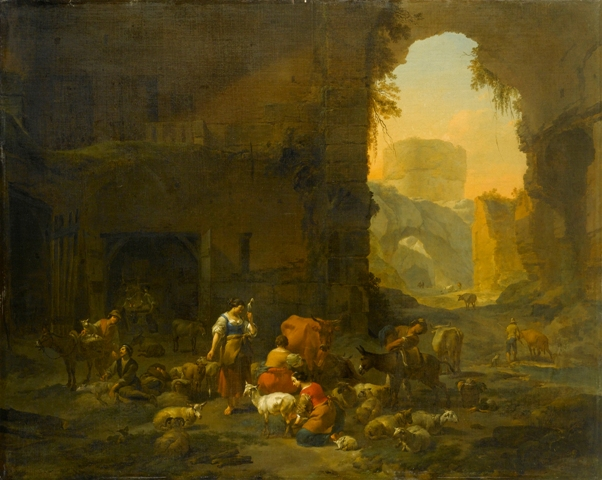
Leiteiras e pastores com seu rebanho na boca de uma gruta, um tropeiro regando seu gado além, óleo sobre tela.
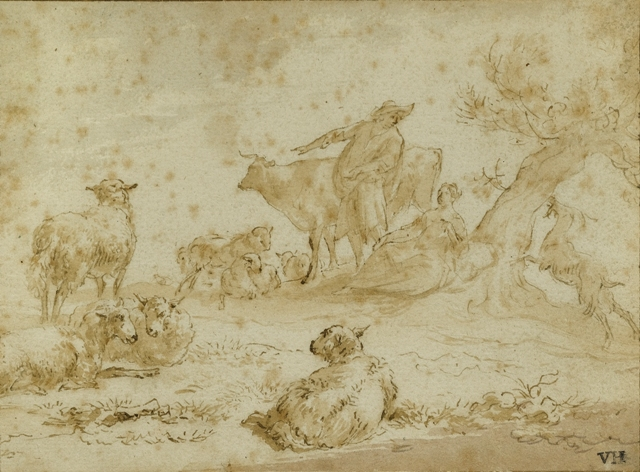
Um casal de camponeses perto de uma árvore com gado e ovelhas, caneta e tinta marrom, lavagem marrom, incisão para transferência, linhas de enquadramento com caneta e tinta marrom.
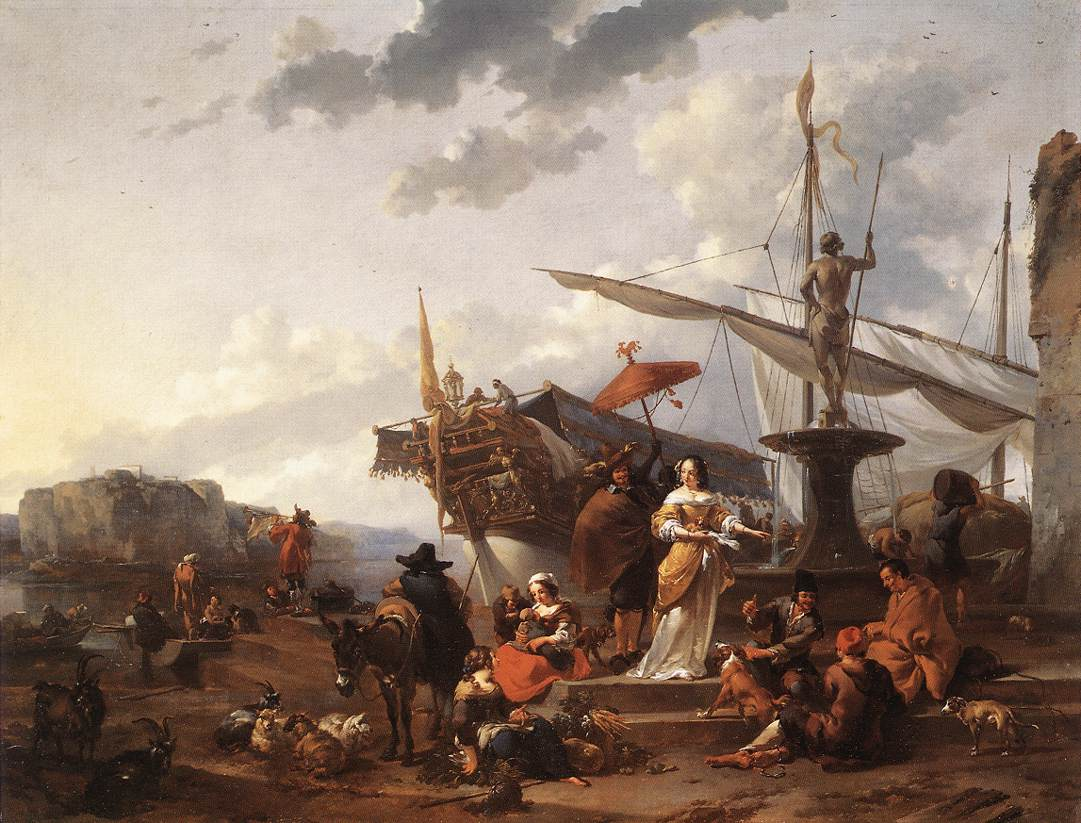
Uma cena de porto do sul
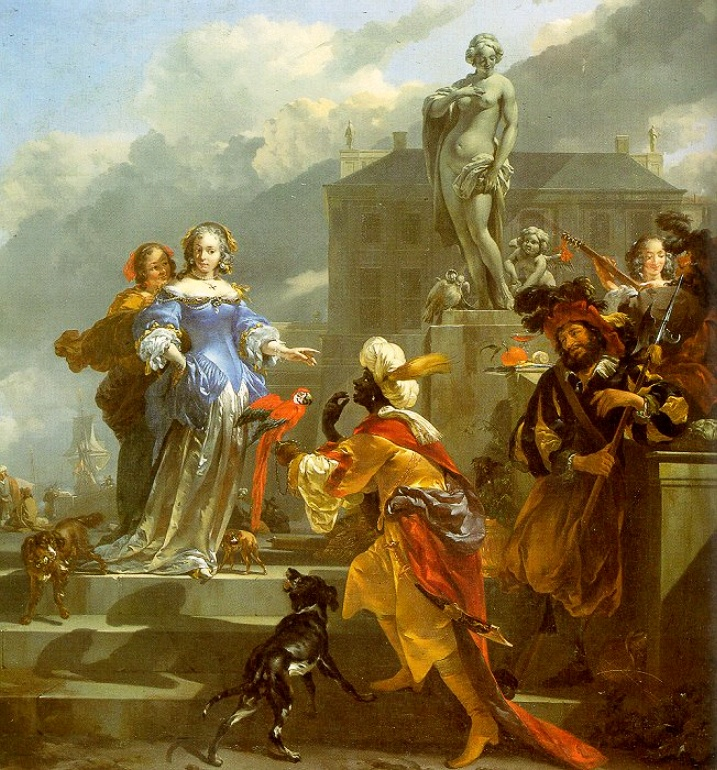
Um mouro apresentando um papagaio a uma senhora
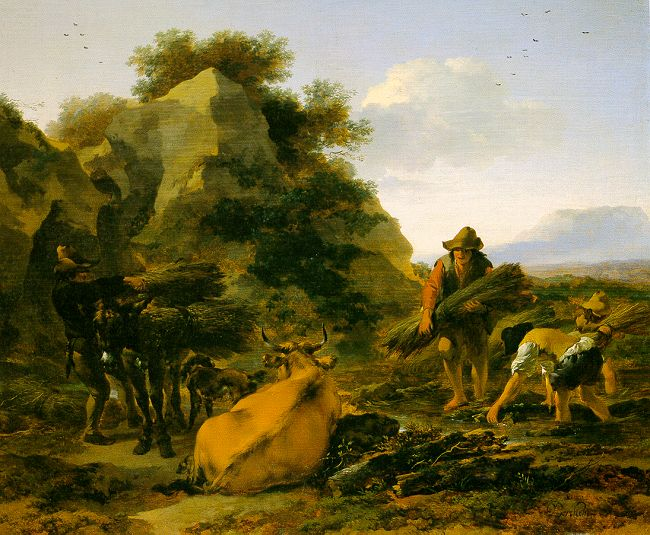
Paisagem com pastores colhendo varas
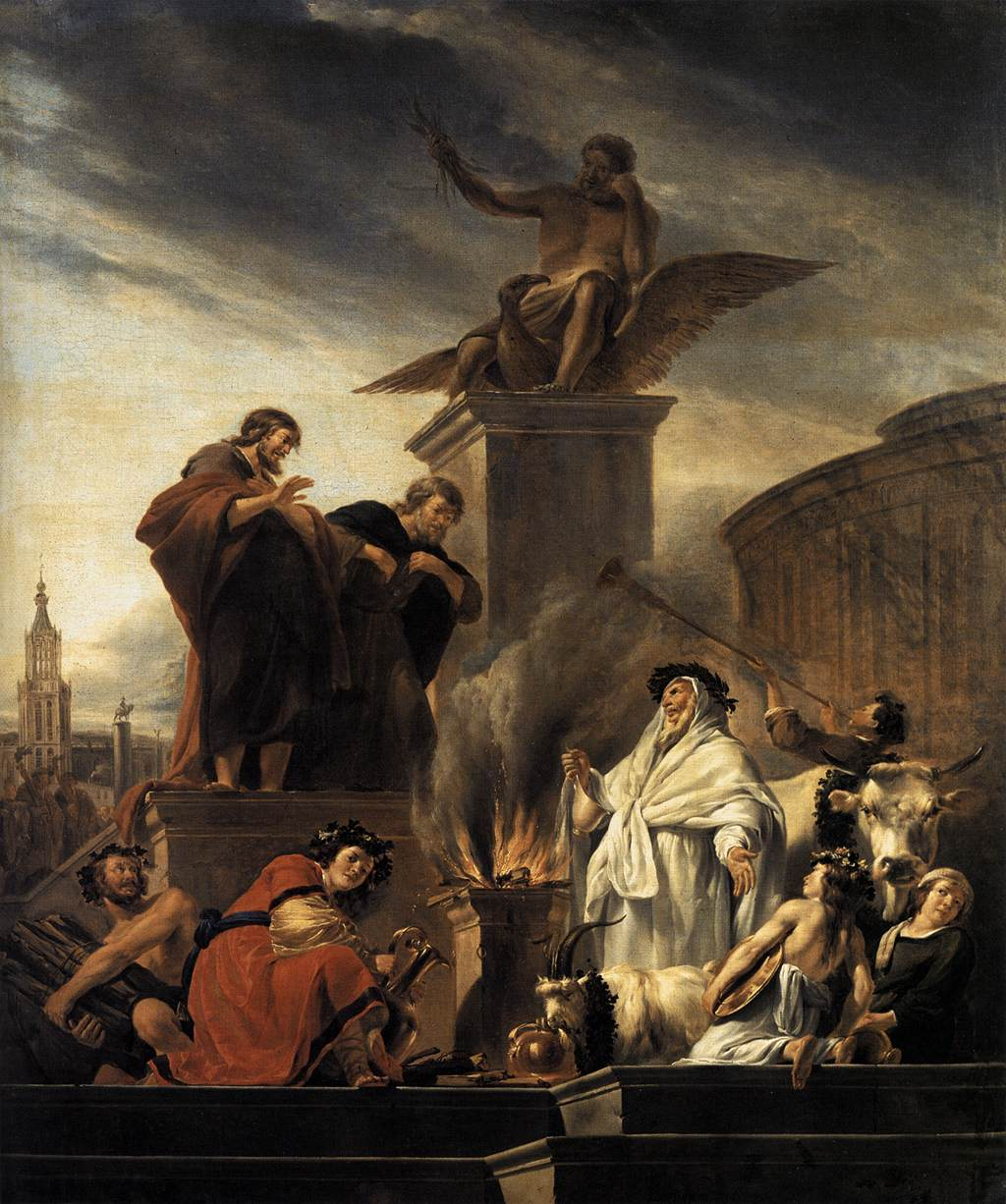
Paulo e Barnabé